# Reidar Holter
Reidar Durie Holter (* 28. Dezember 1892 in Kristiania; † 19. Juni 1953 in Los Angeles, Vereinigte Staaten) war ein norwegischer Ruderer.

## Karriere
Holter nahm 1912 an den Olympischen Spielen in Stockholm teil und gewann im Vierer mit Steuermann in der Bootsklasse Dollengig die Bronzemedaille.